# Vicolo del mortaio
Vicolo del mortaio è un romanzo di Naguib Mahfouz del 1947.

## Trama
La vita di alcuni abitanti di un vicolo del Cairo, nel quartiere di Khan el-Khalili, si svolge durante gli anni della seconda guerra mondiale. Il Vicolo del mortaio è un microcosmo lontano dal fragore della grande città, animato da personaggi che vivono, tra le loro botteghe e le abitazioni sovrastanti, un'esistenza spesso misera, come Zaita, oscura figura che procura, dietro compenso, mutilazioni ai mendicanti, o il "dottor" Bushi che vende dentiere rubate ai cadaveri. Una delle botteghe è quella di Kamil, il venditore di basbousa, dolce tipico, amico fraterno di Abbas al-Helwu, giovane e ingenuo barbiere. Abbas è innamorato di Hamida, una bellissima ragazza, figlia adottiva di Umm Hamida, inserviente nei bagni pubblici e soprattutto mezzana di matrimoni. Un giorno, fattosi coraggio, il buon Abbas si dichiara alla ragazza e le promette di arruolarsi nell'esercito inglese allo scopo di fare soldi per poterla sposare. Hamida, animata da sogni di evasione da quella misera vita e attratta dai bei vestiti e dai gioielli che vede indossare da altre giovani, accetta il fidanzamento, seppur riluttante. Abbas cede la sua attività e parte.
Alla sera, gli abitanti del vicolo si ritrovano al caffè di padron Kirsha, uomo dedito alle droghe e con tendenze omosessuali, in eterna lite con la moglie, che vorrebbe ricondurlo a una vita regolare, e con il figlio Hussein, insofferente alla miseria del vicolo e desideroso di andarsene in cerca di fortuna. Al caffè troviamo anche Sayyid Ridwan, ex insegnante segnato profondamente dagli eventi della vita, divenuto per tutti un "saggio" che dispensa consigli e pareri agli abitanti del vicolo. Un giorno, Selim Alwan, proprietario del bazar e uomo più ricco del quartiere, da tempo preso da passione per Hamida, decide di chiederne la mano e di ripudiare la moglie. La ragazza, che mal aveva sopportato il fidanzamento con Abbas, accetta subito, affascinata dalla speranza di ricchezza e successo. Le cose cambiano però quando Selim Alwan è vittima di un grave attacco di angina che muterà per sempre la sua vita e il suo carattere, rendendolo cupo e insofferente.
Dopo poco tempo, Hamida incontra a una festa di strada un giovane elegante e attraente che inizia a seguirla e ad aspettarla sotto casa giorno dopo giorno. La ragazza, sperando nell'amore e in una vita migliore, finisce col cedere alla corte serrata di Farag e fugge con lui, senza rendersi conto che la sua scelta di vita e di trasgressione la porterà a perdersi per sempre.

## Opere derivate
Dal romanzo è stato tratto il film Nel cuore della città - Midaq Alley di Jorge Fons (1994).

## Edizioni
- Naguib Mahfouz, Vicolo del mortaio, traduzione di Paolo Luigi Branca, I narratori, Feltrinelli, 1989,  p. 256.
- Naguib Mahfouz, Vicolo del mortaio, traduzione di Paolo Luigi Branca, collana Universale Economica Feltrinelli, Feltrinelli, 2002,  p. 254, ISBN 9788807811197.
- Naguib Mahfouz, Vicolo del mortaio, traduzione di Paolo Luigi Branca, Universale Economica, Feltrinelli, 11 ottobre 2018,  p. 251, ISBN 9788807891564.